# Kick (videogioco)
Kick, pubblicato anche con il titolo Kickman o Kick Man, è un videogioco arcade con protagonista un clown che deve raccogliere palloncini, prodotto nel 1981 dalla Midway.
Una conversione ufficiale, con il titolo Kickman, uscì per Commodore 64 nel 1982, edita dalla Commodore su cartuccia.

## Modalità di gioco
Il giocatore comanda un clown seduto su un monociclo che, posizionato su una strada costeggiata da palazzi, deve spostarsi a destra e a sinistra in modo da raccogliere sulla propria testa svariati palloncini di colori differenti, senza lasciarne cadere per terra. Basta che un palloncino tocchi il suolo perché il pagliaccio perda l'equilibrio, una vita e tutti i palloncini momentaneamente tenuti in bilico sul capo.
La caduta dei palloncini dall'alto avviene senza preavviso e con velocità molto diverse e spesso opposte, costringendo così il giocatore a spostamenti repentini del clown da una parte all'altra dello schermo. I palloncini vanno raccolti esattamente sulla testa, ma se non ci si riesce, il clown ha anche la possibilità di calciare (kick in inglese) per colpire i palloncini che gli cadono a fianco, rimandandoli così temporaneamente verso l'alto.
Quando la pila di palloncini raggiunge altezze eccessive, un oggetto con la forma di una faccina masticante gialla, del tutto simile a quella di Pac-Man, collocato sulla sommità dello schermo insieme con i palloncini non ancora precipitati, scende verso il basso e, se il clown vi si posiziona sotto, divora trasformando in punti tutto ciò che questi ha sulla testa, fino ad adagiarvisi. A questo punto la raccolta di palloncini ricomincia, fino a quando non si passa al livello successivo.
Periodicamente il giocatore deve affrontare un livello bonus, finalizzato a guadagnare punti e vita extra, e consistente nel raccogliere sempre con la stessa tecnica oggetti vari lanciati fuori dalle finestre dei palazzi circostanti, evitando però di ricevere in testa bombe esplosive, che interrompono immediatamente la fase bonus. 